# SKY Perfect Well Think
SKY Perfect Well Think, Co. Ltd. (株式会社スカパー・ウェルシンク, Kabushiki-gaisha Sukapā Werushinku) é uma empresa Japonesa da SKY Perfect Communications que está relacionada a produção de filmes, desenhos animados e animes Japoneses. Sua sede se localiza em Tóquio, Japão.